# 近藤義郎
近藤 義郎（こんどう よしろう、1925年2月14日 ‐ 2009年4月5日）は、日本の考古学者。岡山大学名誉教授。
戦後の日本考古学を主導した重要な考古学者の一人である。

## 経歴
1925年（大正14年）、栃木県足利市に生まれる。栃木商業学校（現栃木県立栃木商業高等学校）を卒業。京都大学文学部を卒業。岡山大学へ赴任して以後、晩年まで数々の発掘調査を実施し、重要な調査成果と研究論文を次々と発表した。岡山大学法文学部教授ののち、名誉教授。
考古学研究会代表、岡山の自然を守る会会長、前方後円墳研究会代表などを歴任した。
1979年（昭和54年）、古代オリエント史を専攻する三笠宮崇仁親王が楯築墳丘墓を見学した際には現地で説明にあたった。
死去が公になったのは半年後であった。
核兵器廃絶や歴史教育などにも考古学の立場から多くの提言をおこない、宮内庁管理の陵墓公開を求める運動にも取り組んだ。

## 研究業績
- 原始集落を共同体と単位集団論によって説明。その際、古墳と古墳群を系譜的・社会構成史的に分析し、群小古墳の被葬者像を「古代家族」として把握する枠組みを提示し、大きな影響を与えた。
- 1953年月の輪古墳（岡山県赤磐市）の発掘調査で岡山県の地域の地元住民や教師・学生ら約1万人らとともに市民参加での発掘を指導した[2][4]。発掘の記録映画は「民衆の歴史学」をテーマに各地で上映された[2]。考古学による第二次世界大戦後の民主主義と科学運動の実践として学史的意義が大きい。
- 1960年代後半から古墳の発生の解明に注力し、古墳の形や構造の比較分析から、弥生時代終末期の大型の墓を「弥生墳丘墓」と命名。その後の墳墓が前方後円墳として巨大化し多量の副葬品や木棺形式で定型化したことに着目し、箸墓古墳（奈良県、3世紀半ばから後半）の成立により古墳時代の開始と定義した[2][4]。
- 埴輪の起源（春成秀爾と共同研究）について、吉備国の墳丘墓で使われた特殊器台・特殊壺がその起源で、それが古墳時代に大和国に導入されて朝顔形埴輪、円筒埴輪に変化したと論証し、定説となった[5]。
- 土器製塩の研究にも足跡を残した[6]。

## 年譜
- 1925年、栃木県足利市生まれ。
- 1942年、栃木商業学校（現栃木県立栃木商業高等学校）卒業[1]。
- 京都大学文学部卒業[2]。
- 1950年、岡山医科大学（現在の岡山大学医学部）助手。
- 1953年、岡山県の月の輪古墳の発掘を中心となってすすめる[2][4]。
- 1954年、全国の若手研究者らとともに「考古学研究会」設立[2]。
- 1958年、岡山県文化賞を受賞[7]。
- 1967年、『日本の考古学』で毎日出版文化賞受賞。
- 1972年、岡山大学法文学部教授となる。
- 2009年4月5日、死去[2][4]。

## 主な著作
- 『前方後円墳の時代』岩波書店（1983年）、岩波文庫（2020年）
- 『土器製塩の研究』青木書店（1984年）
- 『日本考古学研究序説』岩波書店（1985年）
- 『前方後円墳集成（中部編）』山川出版社（1992年）
- 『垣間見た吉備の原始古代』吉備人出版（1997年）
- 『前方後円墳の成立』岩波書店（1998年）
- 『前方後円墳と弥生墳丘墓』青木書店（1995年）
- 『前方後円墳に学ぶ』山川出版社（2001年）
- 『前方後円墳と吉備・大和』吉備人出版（2001年）
- 『楯築弥生墳丘墓』吉備人出版（2002年）
- 『土器製塩の島・喜兵衛島製塩遺跡と古墳』新泉社（2005年）
- 『前方後円墳の起源を考える』青木書店（2005年）
- 『発掘五〇年』河出書房新社（2006年）
- 『近藤義郎と学ぶ考古学通論』青木書店（2008年）

### 共著
- 『岩波講座 日本考古学』1-7巻&別冊1,2巻 岩波書店 1985-1986年（7人による共編）
- 近藤義郎（編著）『日本土器製塩研究』 青木書店 1994年（41人による共著）
- 『地域考古学の原点・月の輪古墳』新泉社 2007年（中村常定との共著）

その他、調査報告多数。単行本・講座・シリーズの共編著など、膨大な著作がある。

## 訳書
- ヴィア・ゴードン・チャイルド 著、近藤義郎 訳『考古学の方法』河出書房新社、1994年。ISBN 4309222587。（新装版、初版は1964年[8]）
- V・G・チャイルド 著、近藤義郎・木村祀子 訳『考古学とは何か』岩波書店〈岩波新書,青版703〉、1969年。ISBN 4004130093。 - 註：「Webcat Plus（国立情報学研究所）」と「カーリル（全国図書館の横断検索）」には書誌情報あり。
- E.S.モース 著、近藤義郎・佐原真編 訳『大森貝塚』岩波書店〈岩波文庫, 33-432-1〉、1983年。ISBN 4003343212。 NCID BN00353436。
- グレアム・コナー 著、近藤義郎・河合信和 訳『熱帯アフリカの都市化と国家形成』河出書房新社、1993年。ISBN 4309222552。